# Viva Piñata
Viva Piñata (Вива Пиньята) — видеоигра, симулятор жизни, заключащаяся в выращивании пиньят.

## Описание
Пиньяты — это празднично раскрашенные игрушки, набитые сладостями. Разбивать на праздниках пиньяты (и не только в виде животных — в виде людей, вещей и т. д.) — стародавняя традиция, взявшаяся ещё со времён древних Ацтеков. Сами по себе пиньяты — выглядящие как фигуры из папье-маше мешки, заполненные конфетами. Суть игры — выращивать этих самых пиньят на своём участке, привлекать всё новые и новые виды пиньят. Имена пиньят похожи на настоящие, но чуть изменены для более комического и сказочного эффекта. Подробнее — в разделе «Виды пиньят». Для того, чтобы вырастить пиньяту, необходимо создать определенные условия.

## Геймплей
В начале игры девушка-пиньята «Листос» нам жалуется на то, что все пиньяты ушли в лес и стали дикими, потому что те, кто их выращивал, не заботились о питомцах. Нам в распоряжение даётся захламлённый клочок земли, который надо немножко облагородить. Первым нашим «жителем» будет неприхотливый червяк Whirlmlar. Для размножения пиньят (и последующей продажи «детей») надо найти им пары. Чтобы пиньяты плодились, необходимо покупать им семейное гнёздышко, а некоторым видам — сажать нужные только им растения или цветы. Некоторые «пиньяты» питаются более слабыми (например, воробьи питаются червями), но это будет оправдано, ведь пиньята-воробей стоит на порядок дороже червяка. Проблемы появляются, когда между двумя видами пиньят возникают конфликты, и когда появляются пиньяты-зловреды, таскающие с нашего огорода растения. После конфликтов («естественного отбора») погибает одна из пиньят, и из неё под визг детей вылетают конфеты. Конфеты могут помочь улучшить взаимоотношения пиньят, а можно их и продать. Но есть и пиньяты-хулиганы, ворующие конфеты из под вашего носа. Таким образом в более упрощённом варианте показан весь «Дарвиновской» процесс.

### Некоторые виды пиньят
- Whirlmlar (Червёнок) — имеет большую способность к размножению.
- Mousemallow (Мальвомышь) — мышка с большими ушами и милыми глазками.
- Buzzlegum (Жужвачка) — пчела-оптимистка, которая любит мило улыбаться и стучать себя по пузу шестью лапами.
- Lickatoad (Лизгушка) — прекрасная, постоянно спящая, зеленая лягушка.
- Pretztail (Кренделис) — первый хищник из пиньят.
- Moozipan (Мурёнка) — постоянно мычит, но радует своим видом.
- Horstachio (Фисконяшка)- крупнее и сильнее большинства коней-пинатцев.
- Parrybo (Попугалло) — яркий попугай с кричащим оперением и не менее громким голосом.
- Fudgehog (Сладкоёжка) — к счастью, на острове Пиньят нет дорог, иначе этим зверькам пришлось бы туго.
- Elephanilla (Слонилла) — этим пинатцем можно будет хвастаться, но будь готов к большим расходам на его питание и некоторой порче имущества.

## Реакция критики
| Сводный рейтинг    | Сводный рейтинг | Сводный рейтинг |
| Издание            | Оценка          | Оценка          |
| Издание            | PC              | Xbox 360        |
| ------------------ | --------------- | --------------- |
| GameRankings       | 78,67 %         | 85,37 %         |
| Иноязычные издания |                 |                 |
| Издание            | Оценка          | Оценка          |
| Издание            | PC              | Xbox 360        |
| 1UP.com            | N/A             | A               |
| Game Informer      | N/A             | 8/10            |
| GameSpot           | N/A             | 8,3/10          |
| IGN                | N/A             | 8,5/10          |
| OXM                | N/A             | 8,5/10          |
| TeamXbox           | N/A             | 8,4/10          |
| Ace Gamez          | N/A             | 8/10            |

### Оценки западных игровых изданий
Viva Piñata считалась многими игровыми журналистами и простыми игроками одной из лучших игр студии Rare, сайт IGN отметил. что это лучшая игра с момента покупки студии компанией Microsoft в 2002 году. IGN поставил игре 8.5/10, 8.3/10 было получено от GameSpot, «A» от 1UP.com, и 8.7/10 от Electronic Gaming Monthly.
Но игра не стала блокбастером, что и ожидали сами создатели игры.
Игра получила 6 номинаций от Академии интерактивных искусств и наук на 10-й церемонии награждения в 2006 году  в следующих категориях:
Список номинации
- Консольная игра года
- Выдающиеся инновации в игре
- Выдающиеся достижения в области искусства
- Выдающиеся достижения в создании персонажа — Female (победа)
- Выдающиеся достижения в визуальной механике
- Семейная игра года
- Самая уникальная игра года

### Оценки российских игровых изданий
Крупнейший российский портал игр Absolute Games поставил игре 85 %. Обозреватели отметили превосходную графику и прекрасное исполнение игры. К недостаткам был отнесен неудобный интерфейс. Вердикт: «Несмотря на странный интерфейс, Viva Piñata — замечательная семейная игра. Подарок для всех, кто убежден, что эффектная графика нужна не только для натуралистичного изображения крови и внутренностей.».